# Lijst van afleveringen van South Park

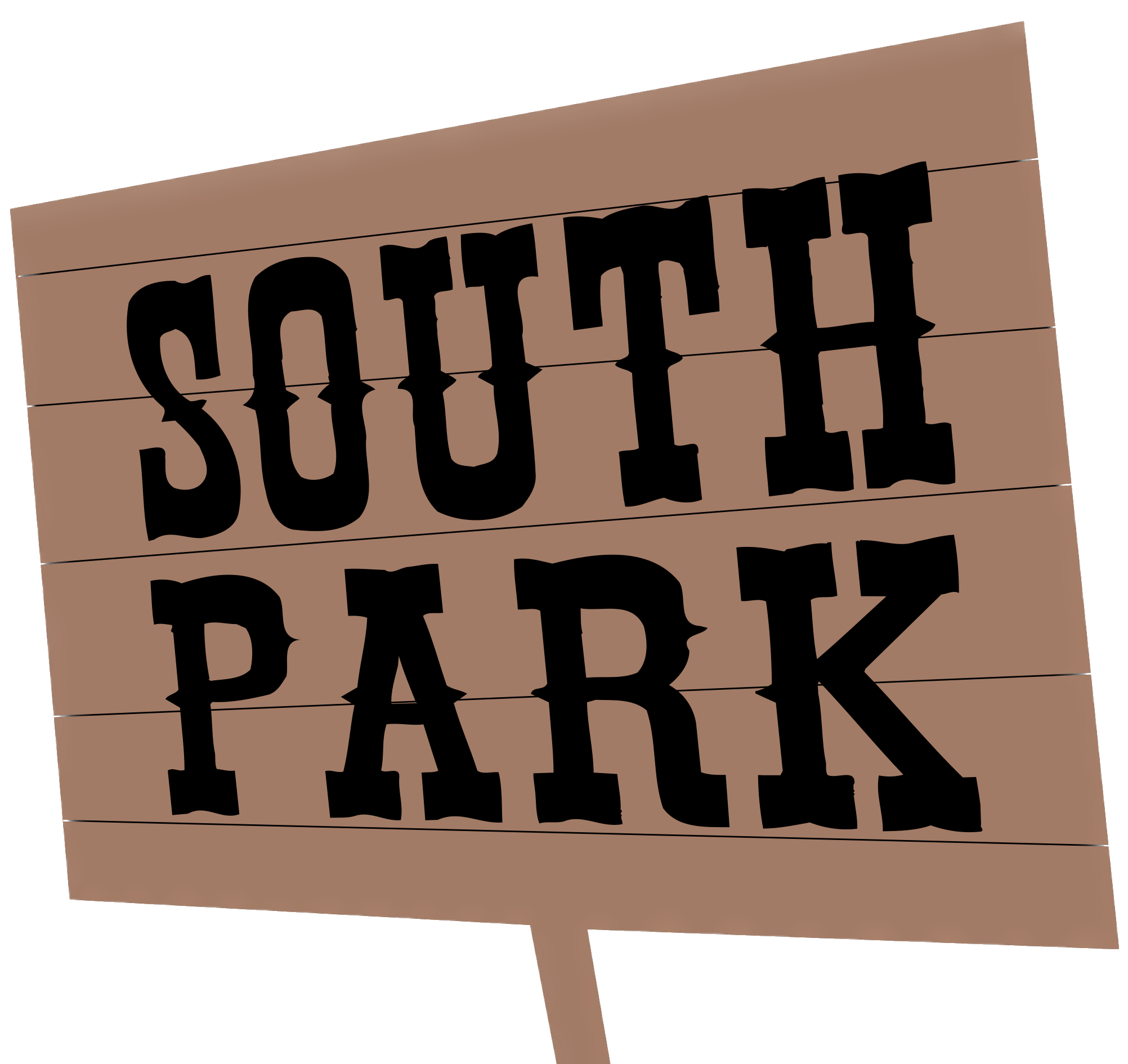
South Park

Dit is een lijst van afleveringen van de animatieserie South Park.
De serie vond zijn oorsprong in 1992 toen Trey Parker en Matt Stone de korte animatie Jesus vs. Frosty maakten. De serie begon op 13 augustus 1997, en per 13 juli 2022 zijn 319 afleveringen en 25 seizoenen van South Park op de (Amerikaanse) televisie verschenen.

## Seizoenenoverzicht
South Park: Bigger, Longer & Uncut ging in première op 30 juni 1999.
| Seizoen | Afleveringen | Uitgezonden | Uitgekomen op dvd | Uitgekomen op dvd |
| Seizoen | Afleveringen | Uitgezonden | Regio 1           | Regio 2           |
| ------- | ------------ | ----------- | ----------------- | ----------------- |
| 1       | 13           | 1997 – 1998 | 12 november 2002  | 7 mei 2001        |
| 2       | 18           | 1998 – 1999 | 3 juni 2003       | 28 mei 2001       |
| 3       | 17           | 1999 – 2000 | 16 december 2003  | 28 juni 2001      |
| 4       | 17           | 2000        | 29 juni 2004      | 16 april 2001     |
| 5       | 14           | 2001        | 22 februari 2005  | 22 oktober 2007   |
| 6       | 17           | 2002        | 11 oktober 2005   | 17 maart 2008     |
| 7       | 15           | 2003        | 21 maart 2006     | 16 juni 2008      |
| 8       | 14           | 2004        | 29 augustus 2006  | 15 september 2008 |
| 9       | 14           | 2005        | 6 maart 2007      | 2 februari 2009   |
| 10      | 14           | 2006        | 21 augustus 2007  | 6 april 2009      |
| 11      | 14           | 2007        | 12 augustus 2008  | 22 juni 2009      |
| 12      | 14           | 2008        | 10 maart 2009     | 19 oktober 2009   |
| 13      | 14           | 2009        | 16 maart 2010     | 27 september 2010 |
| 14      | 14           | 2010        | 26 april 2011     | 19 september 2011 |
| 15      | 14           | 2011        | 27 maart 2012     | 2 juli 2012       |
| 16      | 14           | 2012        | 24 september 2013 | 28 oktober 2013   |
| 17      | 10           | 2013        | 16 september 2014 | 27 oktober 2014   |
| 18      | 10           | 2014        | 6 oktober 2015    | 2 november 2015   |
| 19      | 10           | 2015        | 6 september 2016  | 7 november 2016   |
| 20      | 10           | 2016        | 13 juni 2017      | 6 november 2017   |
| 21      | 10           | 2017        | 5 juni 2018       | 17 september 2018 |
| 22      | 10           | 2018        | 28 mei 2019       | 16 september 2019 |
| 23      | 10           | 2019        | 23 juni 2020      | 27 juli 2020      |
| 24      | 4            | 2020 – 2021 | 11 oktober 2022   | -                 |
| 25      | 8            | 2022        | -                 | -                 |

## Korte filmpjes 1992, 1995
| Titel                                      | Regisseur   | Schrijver              | Publicatiedatum | Korte samenvatting                                           |
| ------------------------------------------ | ----------- | ---------------------- | --------------- | ------------------------------------------------------------ |
| The Spirit of Christmas (Jesus vs. Frosty) | Trey Parker | Trey Parker Matt Stone | 8 december 1992 | De jongens brengen een sneeuwman tot leven.                  |
| The Spirit of Christmas (Jesus vs. Santa)  | Trey Parker | Trey Parker Matt Stone | december 1995   | Jezus komt uit de hemel en gaat op de vuist met de Kerstman. |

## Seizoenen

### Seizoen 1: 1997-1998
| Nr. | Titel                                        | Regisseur              | Schrijver                            | Oorspronkelijke uitzenddatum | Productiecode |
| --- | -------------------------------------------- | ---------------------- | ------------------------------------ | ---------------------------- | ------------- |
| 0   | Cartman Gets an Anal Probe (The Unaired Cut) | Trey Parker            | Trey Parker Matt Stone               | november 1996                |               |
| 1   | Cartman Gets an Anal Probe                   | Trey Parker            | Trey Parker Matt Stone               | 13 augustus 1997             | 101           |
| 2   | Weight Gain 4000                             | Trey Parker Matt Stone | Trey Parker Matt Stone               | 20 augustus 1997             | 102           |
| 3   | Volcano                                      | Trey Parker Matt Stone | Trey Parker Matt Stone               | 27 augustus 1997             | 103           |
| 4   | Big Gay Al's Big Gay Boat Ride               | Trey Parker            | Trey Parker Matt Stone               | 3 september 1997             | 104           |
| 5   | An Elephant Makes Love to a Pig              | Trey Parker            | Trey Parker Matt Stone Dan Sterling  | 10 september 1997            | 105           |
| 6   | Death                                        | Matt Stone             | Trey Parker Matt Stone               | 17 september 1997            | 106           |
| 7   | Pinkeye                                      | Trey Parker Matt Stone | Trey Parker Matt Stone Phillip Stark | 29 oktober 1997              | 107           |
| 8   | Starvin' Marvin                              | Trey Parker            | Trey Parker                          | 19 november 1997             | 109           |
| 9   | Mr. Hankey, the Christmas Poo                | Trey Parker Matt Stone | Trey Parker                          | 17 december 1997             | 110           |
| 10  | Damien                                       | Trey Parker            | Trey Parker Matt Stone               | 4 februari 1998              | 108           |
| 11  | Tom's Rhinoplasty                            | Trey Parker            | Trey Parker                          | 11 februari 1998             | 111           |
| 12  | Mecha-Streisand                              | Trey Parker            | Trey Parker Matt Stone Philip Stark  | 18 februari 1998             | 112           |
| 13  | Cartman's Mom is a Dirty Slut                | Trey Parker            | Trey Parker David Goodman            | 25 februari 1998             | 113           |

### Seizoen 2: 1998-1999
| Nr. | Titel                                          | Regisseur   | Schrijver                             | Oorspronkelijke uitzenddatum | Productiecode |
| --- | ---------------------------------------------- | ----------- | ------------------------------------- | ---------------------------- | ------------- |
| 14  | Terrance & Phillip in Not Without My Anus      | Trey Parker | Trey Parker Trisha Nixon              | 1 april 1998                 | 201           |
| 15  | Cartman's Mom is Still a Dirty Slut            | Trey Parker | Trey Parker David Goodman             | 22 april 1998                | 202           |
| 16  | Ike's Wee Wee                                  | Trey Parker | Trey Parker                           | 20 mei 1998                  | 204           |
| 17  | Chickenlover                                   | Trey Parker | Trey Parker Matt Stone David Goodman  | 27 mei 1998                  | 203           |
| 18  | Conjoined Fetus Lady                           | Trey Parker | Trey Parker Matt Stone David Goodman  | 3 juni 1998                  | 205           |
| 19  | The Mexican Staring Frog of Southern Sri Lanka | Trey Parker | Trey Parker Matt Stone                | 10 juni 1998                 | 206           |
| 20  | City on the Edge of Forever                    | Trey Parker | Trey Parker Nancy Pimental            | 17 juni 1998                 | 207           |
| 21  | Summer Sucks                                   | Trey Parker | Trey Parker Nancy Pimental            | 24 juni 1998                 | 208           |
| 22  | Chef's Chocolate Salty Balls                   | Trey Parker | Trey Parker Matt Stone Nancy Pimental | 19 augustus 1998             | 209           |
| 23  | Chickenpox                                     | Trey Parker | Trey Parker Matt Stone Trisha Nixon   | 26 augustus 1998             | 210           |
| 24  | Roger Ebert Should Lay Off the Fatty Foods     | Trey Parker | Trey Parker David Goodman             | 2 september 1998             | 211           |
| 25  | Clubhouses                                     | Trey Parker | Trey Parker Nancy Pimental            | 23 september 1998            | 212           |
| 26  | Cow Days                                       | Trey Parker | Trey Parker David Goodman             | 30 september 1998            | 213           |
| 27  | Chef Aid                                       | Trey Parker | Trey Parker Matt Stone                | 7 oktober 1998               | 214           |
| 28  | Spookyfish                                     | Trey Parker | Trey Parker                           | 28 oktober 1998              | 215           |
| 29  | Merry Christmas Charlie Manson!                | Eric Stough | Trey Parker Nancy Pimental            | 9 december 1998              | 216           |
| 30  | Gnomes                                         | Trey Parker | Trey Parker Matt Stone Pam Brady      | 16 december 1998             | 217           |
| 31  | Prehistoric Ice Man                            | Eric Stough | Trey Parker Nancy Pimental            | 20 januari 1999              | 218           |

### Seizoen 3: 1999-2000
| Nr.     | Titel                              | Regisseur               | Schrijver                             | Oorspronkelijke uitzenddatum | Productiecode |
| ------- | ---------------------------------- | ----------------------- | ------------------------------------- | ---------------------------- | ------------- |
| 32      | Rainforest Shmainforest            | Trey Parker Eric Stough | Trey Parker Matt Stone                | 7 april 1999                 | 301           |
| 33      | Spontaneous Combustion             | Matt Stone              | Trey Parker Matt Stone David Goodman  | 14 april 1999                | 302           |
| 34      | The Succubus                       | Trey Parker             | Trey Parker                           | 21 april 1999                | 303           |
| 35      | Jackovasaurus                      | Matt Stone              | Trey Parker Matt Stone David Goodman  | 16 juni 1999                 | 305           |
| 36      | Tweek vs. Craig                    | Trey Parker             | Trey Parker                           | 23 juni 1999                 | 304           |
| Special | Bigger, Longer & Uncut             | Trey Parker             | Trey Parker Matt Stone Pam Brady      | 30 juni 1999                 |               |
| 37      | Sexual Harassment Panda            | Eric Stough             | Trey Parker                           | 7 juli 1999                  | 306           |
| 38      | Cat Orgy                           | Trey Parker             | Trey Parker                           | 14 juli 1999                 | 307           |
| 39      | Two Guys Naked in a Hot Tub        | Trey Parker             | Trey Parker Matt Stone David Goodman  | 21 juli 1999                 | 308           |
| 40      | Jewbilee                           | Trey Parker             | Trey Parker                           | 28 juli 1999                 | 309           |
| 41      | Korn's Groovy Pirate Ghost Mystery | Trey Parker             | Trey Parker                           | 27 oktober 1999              | 310           |
| 42      | Chinpokomon                        | Trey Parker Eric Stough | Trey Parker                           | 3 november 1999              | 311           |
| 43      | Hooked on Monkey Phonics           | Trey Parker             | Trey Parker                           | 10 november 1999             | 312           |
| 44      | Starvin' Marvin in Space           | Trey Parker             | Trey Parker Matt Stone Kyle McCulloch | 17 november 1999             | 313           |
| 45      | The Red Badge of Gayness           | Trey Parker             | Trey Parker                           | 24 november 1999             | 314           |
| 46      | Mr. Hankey's Christmas Classics    | Trey Parker             | Trey Parker                           | 1 december 1999              | 315           |
| 47      | Are You There God? It's Me, Jesus  | Eric Stough             | Trey Parker                           | 29 december 1999             | 316           |
| 48      | World Wide Recorder Concert        | Eric Stough             | Trey Parker                           | 12 januari 2000              | 317           |

### Seizoen 4: 2000
| Nr. | Titel                                 | Regisseur               | Schrijver                             | Oorspronkelijke uitzenddatum | Productiecode |
| --- | ------------------------------------- | ----------------------- | ------------------------------------- | ---------------------------- | ------------- |
| 49  | The Tooth Fairy's Tats 2000           | Trey Parker             | Trey Parker Matt Stone Nancy Pimental | 5 april 2000                 | 402           |
| 50  | Cartman's Silly Hate Crime 2000       | Trey Parker Eric Stough | Trey Parker                           | 12 april 2000                | 401           |
| 51  | Timmy 2000                            | Trey Parker             | Trey Parker                           | 19 april 2000                | 404           |
| 52  | Quintuplets 2000                      | Trey Parker             | Trey Parker                           | 26 april 2000                | 403           |
| 53  | Cartman Joins NAMBLA                  | Eric Stough             | Trey Parker                           | 21 juni 2000                 | 406           |
| 54  | Cherokee Hair Tampons                 | Trey Parker             | Trey Parker                           | 28 juni 2000                 | 407           |
| 55  | Chef Goes Nanners                     | Trey Parker Eric Stough | Trey Parker                           | 5 juli 2000                  | 408           |
| 56  | Something You Can Do with Your Finger | Trey Parker             | Trey Parker                           | 12 juli 2000                 | 409           |
| 57  | Do the Handicapped Go to Hell?        | Trey Parker             | Trey Parker                           | 19 juli 2000                 | 410           |
| 58  | Probably                              | Trey Parker             | Trey Parker                           | 26 juli 2000                 | 411           |
| 59  | 4th Grade                             | Trey Parker             | Trey Parker                           | 8 november 2000              | 412           |
| 60  | Trapper Keeper                        | Trey Parker             | Trey Parker                           | 15 november 2000             | 413           |
| 61  | Helen Keller! The Musical             | Trey Parker             | Trey Parker                           | 22 november 2000             | 414           |
| 62  | Pip                                   | Eric Stough             | Trey Parker                           | 29 november 2000             | 405           |
| 63  | Fat Camp                              | Trey Parker             | Trey Parker                           | 6 december 2000              | 415           |
| 64  | The Wacky Molestation Adventure       | Trey Parker             | Trey Parker                           | 13 december 2000             | 416           |
| 65  | A Very Crappy Christmas               | Adrien Beard            | Trey Parker                           | 20 december 2000             | 417           |

### Seizoen 5: 2001
| Nr. | Titel                                 | Regisseur   | Schrijver   | Oorspronkelijke uitzenddatum | Productiecode |
| --- | ------------------------------------- | ----------- | ----------- | ---------------------------- | ------------- |
| 66  | It Hits the Fan                       | Trey Parker | Trey Parker | 20 juni 2001                 | 502           |
| 67  | Cripple Fight                         | Trey Parker | Trey Parker | 27 juni 2001                 | 503           |
| 68  | Super Best Friends                    | Trey Parker | Trey Parker | 4 juli 2001                  | 504           |
| 69  | Scott Tenorman Must Die               | Eric Stough | Trey Parker | 11 juli 2001                 | 501           |
| 70  | Terrance and Phillip: Behind the Blow | Trey Parker | Trey Parker | 18 juli 2001                 | 505           |
| 71  | Cartmanland                           | Trey Parker | Trey Parker | 25 juli 2001                 | 506           |
| 72  | Proper Condom Use                     | Trey Parker | Trey Parker | 1 augustus 2001              | 507           |
| 73  | Towelie                               | Trey Parker | Trey Parker | 8 augustus 2001              | 508           |
| 74  | Osama Bin Laden Has Farty Pants       | Trey Parker | Trey Parker | 7 november 2001              | 509           |
| 75  | How to Eat with Your Butt             | Trey Parker | Trey Parker | 14 november 2001             | 510           |
| 76  | The Entity                            | Trey Parker | Trey Parker | 21 november 2001             | 511           |
| 77  | Here Comes the Neighborhood           | Eric Stough | Trey Parker | 28 november 2001             | 512           |
| 78  | Kenny Dies                            | Trey Parker | Trey Parker | 5 december 2001              | 513           |
| 79  | Butters' Very Own Episode             | Eric Stough | Trey Parker | 12 december 2001             | 514           |

### Seizoen 6: 2002
| Nr. | Titel                                                      | Regisseur               | Schrijver   | Oorspronkelijke uitzenddatum | Productiecode |
| --- | ---------------------------------------------------------- | ----------------------- | ----------- | ---------------------------- | ------------- |
| 80  | Jared Has Aides                                            | Trey Parker             | Trey Parker | 6 maart 2002                 | 602           |
| 81  | Asspen                                                     | Trey Parker             | Trey Parker | 13 maart 2002                | 603           |
| 82  | Freak Strike                                               | Trey Parker             | Trey Parker | 20 maart 2002                | 601           |
| 83  | Fun with Veal                                              | Trey Parker             | Trey Parker | 27 maart 2002                | 605           |
| 84  | The New Terrance and Phillip Movie Trailer                 | Trey Parker             | Trey Parker | 3 april 2002                 | 604           |
| 85  | Professor Chaos                                            | Trey Parker             | Trey Parker | 10 april 2002                | 606           |
| 86  | Simpsons Already Did It                                    | Trey Parker             | Trey Parker | 26 juni 2002                 | 607           |
| 87  | Red Hot Catholic Love                                      | Trey Parker             | Trey Parker | 3 juli 2002                  | 608           |
| 88  | Free Hat                                                   | Toni Nugnes             | Trey Parker | 10 juli 2002                 | 609           |
| 89  | Bebe's Boobs Destroy Society                               | Trey Parker             | Trey Parker | 17 juli 2002                 | 610           |
| 90  | Child Abduction Is Not Funny                               | Trey Parker             | Trey Parker | 24 juli 2002                 | 611           |
| 91  | A Ladder to Heaven                                         | Trey Parker             | Trey Parker | 6 november 2002              | 612           |
| 92  | The Return of the Fellowship of the Ring to the Two Towers | Trey Parker             | Trey Parker | 13 november 2002             | 613           |
| 93  | The Death Camp of Tolerance                                | Trey Parker             | Trey Parker | 20 november 2002             | 614           |
| 94  | The Biggest Douche in the Universe                         | Trey Parker             | Trey Parker | 27 november 2002             | 615           |
| 95  | My Future Self n' Me                                       | Trey Parker Eric Stough | Trey Parker | 4 december 2002              | 616           |
| 96  | Red Sleigh Down                                            | Trey Parker             | Trey Parker | 11 december 2002             | 617           |

### Seizoen 7: 2003
| Nr. | Titel                     | Regisseur   | Schrijver   | Oorspronkelijke uitzenddatum | Productiecode |
| --- | ------------------------- | ----------- | ----------- | ---------------------------- | ------------- |
| 97  | Cancelled                 | Trey Parker | Trey Parker | 19 maart 2003                | 704           |
| 98  | Krazy Kripples            | Trey Parker | Trey Parker | 26 maart 2003                | 702           |
| 99  | Toilet Paper              | Trey Parker | Trey Parker | 2 april 2003                 | 703           |
| 100 | I'm a Little Bit Country  | Trey Parker | Trey Parker | 9 april 2003                 | 701           |
| 101 | Fat Butt and Pancake Head | Trey Parker | Trey Parker | 16 april 2003                | 705           |
| 102 | Lil' Crime Stoppers       | Trey Parker | Trey Parker | 23 april 2003                | 706           |
| 103 | Red Man's Greed           | Trey Parker | Trey Parker | 30 april 2003                | 707           |
| 104 | South Park Is Gay!        | Trey Parker | Trey Parker | 22 oktober 2003              | 708           |
| 105 | Christian Rock Hard       | Trey Parker | Trey Parker | 29 oktober 2003              | 709           |
| 106 | Grey Dawn                 | Trey Parker | Trey Parker | 5 november 2003              | 710           |
| 107 | Casa Bonita               | Trey Parker | Trey Parker | 12 november 2003             | 711           |
| 108 | All About Mormons         | Trey Parker | Trey Parker | 19 november 2003             | 712           |
| 109 | Butt Out                  | Trey Parker | Trey Parker | 3 december 2003              | 713           |
| 110 | Raisins                   | Trey Parker | Trey Parker | 10 december 2003             | 714           |
| 111 | It's Christmas in Canada  | Trey Parker | Trey Parker | 17 december 2003             | 715           |

### Seizoen 8: 2004
| Nr. | Titel                              | Regisseur   | Schrijver   | Oorspronkelijke uitzenddatum | Productiecode |
| --- | ---------------------------------- | ----------- | ----------- | ---------------------------- | ------------- |
| 112 | Good Times with Weapons            | Trey Parker | Trey Parker | 17 maart 2004                | 801           |
| 113 | Up the Down Steroid                | Trey Parker | Trey Parker | 24 maart 2004                | 803           |
| 114 | The Passion of the Jew             | Trey Parker | Trey Parker | 31 maart 2004                | 804           |
| 115 | You Got F'd in the A               | Trey Parker | Trey Parker | 7 april 2004                 | 805           |
| 116 | AWESOM-O                           | Trey Parker | Trey Parker | 14 april 2004                | 802           |
| 117 | The Jeffersons                     | Trey Parker | Trey Parker | 21 april 2004                | 806           |
| 118 | Goobacks                           | Trey Parker | Trey Parker | 28 april 2004                | 807           |
| 119 | Douche and Turd                    | Trey Parker | Trey Parker | 27 oktober 2004              | 808           |
| 120 | Something Wall-Mart This Way Comes | Trey Parker | Trey Parker | 3 november 2004              | 809           |
| 121 | Pre-School                         | Trey Parker | Trey Parker | 10 november 2004             | 810           |
| 122 | Quest for Ratings                  | Trey Parker | Trey Parker | 17 november 2004             | 811           |
| 123 | Stupid Spoiled Whore Video Playset | Trey Parker | Trey Parker | 1 december 2004              | 812           |
| 124 | Cartman's Incredible Gift          | Trey Parker | Trey Parker | 8 december 2004              | 813           |
| 125 | Woodland Critter Christmas         | Trey Parker | Trey Parker | 15 december 2004             | 814           |

### Seizoen 9: 2005
| Nr. | Titel                                  | Regisseur   | Schrijver   | Oorspronkelijke uitzenddatum | Productiecode |
| --- | -------------------------------------- | ----------- | ----------- | ---------------------------- | ------------- |
| 126 | Mr. Garrison's Fancy New Vagina        | Trey Parker | Trey Parker | 9 maart 2005                 | 901           |
| 127 | Die Hippie, Die                        | Trey Parker | Trey Parker | 16 maart 2005                | 902           |
| 128 | Wing                                   | Trey Parker | Trey Parker | 23 maart 2005                | 903           |
| 129 | Best Friends Forever                   | Trey Parker | Trey Parker | 30 maart 2005                | 904           |
| 130 | The Losing Edge                        | Trey Parker | Trey Parker | 6 april 2005                 | 905           |
| 131 | The Death of Eric Cartman              | Trey Parker | Trey Parker | 13 april 2005                | 906           |
| 132 | Erection Day                           | Trey Parker | Trey Parker | 20 april 2005                | 907           |
| 133 | Two Days Before the Day After Tomorrow | Trey Parker | Trey Parker | 19 oktober 2005              | 908           |
| 134 | Marjorine                              | Trey Parker | Trey Parker | 26 oktober 2005              | 909           |
| 135 | Follow That Egg!                       | Trey Parker | Trey Parker | 2 november 2005              | 910           |
| 136 | Ginger Kids                            | Trey Parker | Trey Parker | 9 november 2005              | 911           |
| 137 | Trapped in the Closet                  | Trey Parker | Trey Parker | 16 november 2005             | 912           |
| 138 | Free Willzyx                           | Trey Parker | Trey Parker | 30 november 2005             | 913           |
| 139 | Bloody Mary                            | Trey Parker | Trey Parker | 7 december 2005              | 914           |

### Seizoen 10: 2006
| Nr. | Titel                       | Regisseur   | Schrijver   | Oorspronkelijke uitzenddatum | Productiecode |
| --- | --------------------------- | ----------- | ----------- | ---------------------------- | ------------- |
| 140 | The Return of Chef          | Trey Parker | Trey Parker | 22 maart 2006                | 1001          |
| 141 | Smug Alert!                 | Trey Parker | Trey Parker | 29 maart 2006                | 1002          |
| 142 | Cartoon Wars Part I         | Trey Parker | Trey Parker | 5 april 2006                 | 1003          |
| 143 | Cartoon Wars Part II        | Trey Parker | Trey Parker | 12 april 2006                | 1004          |
| 144 | A Million Little Fibers     | Trey Parker | Trey Parker | 19 april 2006                | 1005          |
| 145 | ManBearPig                  | Trey Parker | Trey Parker | 26 april 2006                | 1006          |
| 146 | Tsst                        | Trey Parker | Trey Parker | 3 mei 2006                   | 1007          |
| 147 | Make Love, Not Warcraft     | Trey Parker | Trey Parker | 4 oktober 2006               | 1008          |
| 148 | Mystery of the Urinal Deuce | Trey Parker | Trey Parker | 11 oktober 2006              | 1009          |
| 149 | Miss Teacher Bangs a Boy    | Trey Parker | Trey Parker | 18 oktober 2006              | 1010          |
| 150 | Hell on Earth 2006          | Trey Parker | Trey Parker | 25 oktober 2006              | 1011          |
| 151 | Go God Go                   | Trey Parker | Trey Parker | 1 november 2006              | 1012          |
| 152 | Go God Go XII               | Trey Parker | Trey Parker | 8 november 2006              | 1013          |
| 153 | Stanley's Cup               | Trey Parker | Trey Parker | 15 november 2006             | 1014          |

### Seizoen 11: 2007
| Nr.     | Titel                               | Regisseur   | Schrijver   | Oorspronkelijke uitzenddatum | Productiecode |
| ------- | ----------------------------------- | ----------- | ----------- | ---------------------------- | ------------- |
| 154     | With Apologies to Jesse Jackson     | Trey Parker | Trey Parker | 7 maart 2007                 | 1101          |
| 155     | Cartman Sucks                       | Trey Parker | Trey Parker | 14 maart 2007                | 1102          |
| 156     | Lice Capades                        | Trey Parker | Trey Parker | 21 maart 2007                | 1103          |
| 157     | The Snuke                           | Trey Parker | Trey Parker | 28 maart 2007                | 1104          |
| 158     | Fantastic Easter Special            | Trey Parker | Trey Parker | 4 april 2007                 | 1105          |
| 159     | D-Yikes!                            | Trey Parker | Trey Parker | 11 april 2007                | 1106          |
| 160     | Night of the Living Homeless        | Trey Parker | Trey Parker | 18 april 2007                | 1107          |
| 161     | Le Petit Tourette                   | Trey Parker | Trey Parker | 3 oktober 2007               | 1108          |
| 162     | More Crap                           | Trey Parker | Trey Parker | 10 oktober 2007              | 1109          |
| 163     | Imaginationland                     | Trey Parker | Trey Parker | 17 oktober 2007              | 1110          |
| 164     | Imaginationland: Episode II         | Trey Parker | Trey Parker | 24 oktober 2007              | 1111          |
| 165     | Imaginationland: Episode III        | Trey Parker | Trey Parker | 31 oktober 2007              | 1112          |
| 166     | Guitar Queer-o                      | Trey Parker | Trey Parker | 7 november 2007              | 1113          |
| 167     | The List                            | Trey Parker | Trey Parker | 14 november 2007             | 1114          |
| Special | Imaginationland: The Director's Cut | Trey Parker | Trey Parker | 11 maart 2008                |               |

### Seizoen 12: 2008
| Nr. | Titel                     | Regisseur   | Schrijver   | Oorspronkelijke uitzenddatum | Productiecode |
| --- | ------------------------- | ----------- | ----------- | ---------------------------- | ------------- |
| 168 | Tonsil Trouble            | Trey Parker | Trey Parker | 12 maart 2008                | 1201          |
| 169 | Britney's New Look        | Trey Parker | Trey Parker | 19 maart 2008                | 1202          |
| 170 | Major Boobage             | Trey Parker | Trey Parker | 26 maart 2008                | 1203          |
| 171 | Canada on Strike          | Trey Parker | Trey Parker | 2 april 2008                 | 1204          |
| 172 | Eek, A Penis!             | Trey Parker | Trey Parker | 9 april 2008                 | 1205          |
| 173 | Over Logging              | Trey Parker | Trey Parker | 16 april 2008                | 1206          |
| 174 | Super Fun Time            | Trey Parker | Trey Parker | 23 april 2008                | 1207          |
| 175 | The China Probrem         | Trey Parker | Trey Parker | 8 oktober 2008               | 1208          |
| 176 | Breast Cancer Show Ever   | Trey Parker | Trey Parker | 15 oktober 2008              | 1209          |
| 177 | Pandemic                  | Trey Parker | Trey Parker | 22 oktober 2008              | 1210          |
| 178 | Pandemic 2: The Startling | Trey Parker | Trey Parker | 29 oktober 2008              | 1211          |
| 179 | About Last Night...       | Trey Parker | Trey Parker | 5 november 2008              | 1212          |
| 180 | Elementary School Musical | Trey Parker | Trey Parker | 12 november 2008             | 1213          |
| 181 | The Ungroundable          | Trey Parker | Trey Parker | 19 november 2008             | 1214          |

### Seizoen 13: 2009
| Nr. | Titel                 | Regisseur   | Schrijver   | Oorspronkelijke uitzenddatum | Productiecode |
| --- | --------------------- | ----------- | ----------- | ---------------------------- | ------------- |
| 182 | The Ring              | Trey Parker | Trey Parker | 11 maart 2009                | 1301          |
| 183 | The Coon              | Trey Parker | Trey Parker | 18 maart 2009                | 1302          |
| 184 | Margaritaville        | Trey Parker | Trey Parker | 25 maart 2009                | 1303          |
| 185 | Eat, Pray, Queef      | Trey Parker | Trey Parker | 1 april 2009                 | 1304          |
| 186 | Fishsticks            | Trey Parker | Trey Parker | 8 april 2009                 | 1305          |
| 187 | Pinewood Derby        | Trey Parker | Trey Parker | 15 april 2009                | 1306          |
| 188 | Fatbeard              | Trey Parker | Trey Parker | 22 april 2009                | 1307          |
| 189 | Dead Celebrities      | Trey Parker | Trey Parker | 7 oktober 2009               | 1308          |
| 190 | Butters’ Bottom Bitch | Trey Parker | Trey Parker | 14 oktober 2009              | 1309          |
| 191 | W.T.F.                | Trey Parker | Trey Parker | 21 oktober 2009              | 1310          |
| 192 | Whale Whores          | Trey Parker | Trey Parker | 28 oktober 2009              | 1311          |
| 193 | The F Word            | Trey Parker | Trey Parker | 4 november 2009              | 1312          |
| 194 | Dances With Smurfs    | Trey Parker | Trey Parker | 11 november 2009             | 1313          |
| 195 | Pee                   | Trey Parker | Trey Parker | 18 november 2009             | 1314          |

### Seizoen 14: 2010
| Nr. | Titel                             | Regisseur   | Schrijver   | Oorspronkelijke uitzenddatum | Productiecode |
| --- | --------------------------------- | ----------- | ----------- | ---------------------------- | ------------- |
| 196 | Sexual Healing                    | Trey Parker | Trey Parker | 17 maart 2010                | 1401          |
| 197 | The Tale of Scrotie McBoogerballs | Trey Parker | Trey Parker | 24 maart 2010                | 1402          |
| 198 | Medicinal Fried Chicken           | Trey Parker | Trey Parker | 31 maart 2010                | 1403          |
| 199 | You Have 0 Friends                | Trey Parker | Trey Parker | 7 april 2010                 | 1404          |
| 200 | 200                               | Trey Parker | Trey Parker | 14 april 2010                | 1405          |
| 201 | 201                               | Trey Parker | Trey Parker | 21 april 2010                | 1406          |
| 202 | Crippled Summer                   | Trey Parker | Trey Parker | 28 april 2010                | 1407          |
| 203 | Poor and Stupid                   | Trey Parker | Trey Parker | 6 oktober 2010               | 1408          |
| 204 | It's a Jersey Thing               | Trey Parker | Trey Parker | 13 oktober 2010              | 1409          |
| 205 | Insheeption                       | Trey Parker | Trey Parker | 20 oktober 2010              | 1410          |
| 206 | Coon 2: Hindsight                 | Trey Parker | Trey Parker | 27 oktober 2010              | 1411          |
| 207 | Mysterion Rises                   | Trey Parker | Trey Parker | 3 november 2010              | 1412          |
| 208 | Coon vs. Coon & Friends           | Trey Parker | Trey Parker | 10 november 2010             | 1413          |
| 209 | Crème Fraiche                     | Trey Parker | Trey Parker | 17 november 2010             | 1414          |

### Seizoen 15: 2011
| Nr. | Titel                           | Regisseur   | Schrijver                | Oorspronkelijke uitzenddatum | Productiecode |
| --- | ------------------------------- | ----------- | ------------------------ | ---------------------------- | ------------- |
| 210 | HUMANCENTiPAD                   | Trey Parker | Trey Parker              | 27 april 2011                | 1501          |
| 211 | Funnybot                        | Trey Parker | Trey Parker              | 4 mei 2011                   | 1502          |
| 212 | Royal Pudding                   | Trey Parker | Trey Parker              | 11 mei 2011                  | 1503          |
| 213 | T.M.I                           | Trey Parker | Trey Parker              | 18 mei 2011                  | 1504          |
| 214 | Crack Baby Athletic Association | Trey Parker | Trey Parker              | 25 mei 2011                  | 1505          |
| 215 | City Sushi                      | Trey Parker | Trey Parker              | 1 juni 2011                  | 1506          |
| 216 | You're Getting Old              | Trey Parker | Trey Parker              | 8 juni 2011                  | 1507          |
| 217 | Ass Burgers                     | Trey Parker | Trey Parker              | 5 oktober 2011               | 1508          |
| 218 | The Last of the Meheecans       | Trey Parker | Trey Parker              | 12 oktober 2011              | 1509          |
| 219 | Bass To Mouth                   | Trey Parker | Trey Parker              | 19 oktober 2011              | 1510          |
| 220 | Broadway Bro Down               | Trey Parker | Trey Parker Robert Lopez | 26 oktober 2011              | 1511          |
| 221 | 1%                              | Trey Parker | Trey Parker              | 2 november 2011              | 1512          |
| 222 | A History Channel Thanksgiving  | Trey Parker | Trey Parker              | 9 november 2011              | 1513          |
| 223 | The Poor Kid                    | Trey Parker | Trey Parker              | 16 november 2011             | 1514          |

### Seizoen 16: 2012
| Nr. | Titel                              | Regisseur   | Schrijver   | Oorspronkelijke uitzenddatum | Productiecode |
| --- | ---------------------------------- | ----------- | ----------- | ---------------------------- | ------------- |
| 224 | Reverse Cowgirl                    | Trey Parker | Trey Parker | 14 maart 2012                | 1601          |
| 225 | Cash For Gold                      | Trey Parker | Trey Parker | 21 maart 2012                | 1602          |
| 226 | Faith Hilling                      | Trey Parker | Trey Parker | 28 maart 2012                | 1603          |
| 227 | Jewpacabra                         | Trey Parker | Trey Parker | 4 april 2012                 | 1604          |
| 228 | Butterballs                        | Trey Parker | Trey Parker | 11 april 2012                | 1605          |
| 229 | I Should Have Never Gone Ziplining | Trey Parker | Trey Parker | 18 april 2012                | 1606          |
| 230 | Cartman Finds Love                 | Trey Parker | Trey Parker | 25 april 2012                | 1607          |
| 231 | Sarcastaball                       | Trey Parker | Trey Parker | 26 september 2012            | 1608          |
| 232 | Raising the Bar                    | Trey Parker | Trey Parker | 3 oktober 2012               | 1609          |
| 233 | Insecurity                         | Trey Parker | Trey Parker | 10 oktober 2012              | 1610          |
| 234 | Going Native                       | Trey Parker | Trey Parker | 17 oktober 2012              | 1611          |
| 235 | A Nightmare On Facetime            | Trey Parker | Trey Parker | 24 oktober 2012              | 1612          |
| 236 | A Scause for Applause              | Trey Parker | Trey Parker | 31 oktober 2012              | 1613          |
| 237 | Obama Wins!                        | Trey Parker | Trey Parker | 7 november 2012              | 1614          |

### Seizoen 17: 2013
| Nr. | Titel                           | Regisseur   | Schrijver   | Oorspronkelijke uitzenddatum | Productiecode |
| --- | ------------------------------- | ----------- | ----------- | ---------------------------- | ------------- |
| 238 | Let Go, Let Gov                 | Trey Parker | Trey Parker | 25 september 2013            | 1701          |
| 239 | Informative Murder Porn         | Trey Parker | Trey Parker | 2 oktober 2013               | 1702          |
| 240 | World War Zimmerman             | Trey Parker | Trey Parker | 9 oktober 2013               | 1703          |
| 241 | Goth Kids 3: Dawn of the Posers | Trey Parker | Trey Parker | 23 oktober 2013              | 1704          |
| 242 | Taming Strange                  | Trey Parker | Trey Parker | 30 oktober 2013              | 1705          |
| 243 | Ginger Cow                      | Trey Parker | Trey Parker | 6 november 2013              | 1706          |
| 244 | Black Friday                    | Trey Parker | Trey Parker | 13 november 2013             | 1707          |
| 245 | A Song of Ass and Fire          | Trey Parker | Trey Parker | 20 november 2013             | 1708          |
| 246 | Titties and Dragons             | Trey Parker | Trey Parker | 4 december 2013              | 1709          |
| 247 | The Hobbit                      | Trey Parker | Trey Parker | 11 december 2013             | 1710          |

### Seizoen 18: 2014
Dit seizoen is een verhaallijn.
| Nr. | Titel               | Regisseur   | Schrijver   | Oorspronkelijke uitzenddatum | Productiecode |
| --- | ------------------- | ----------- | ----------- | ---------------------------- | ------------- |
| 248 | Go Fund Yourself    | Trey Parker | Trey Parker | 24 september 2014            | 1801          |
| 249 | Gluten Free Ebola   | Trey Parker | Trey Parker | 1 oktober 2014               | 1802          |
| 250 | The Cissy           | Trey Parker | Trey Parker | 8 oktober 2014               | 1803          |
| 251 | Handicar            | Trey Parker | Trey Parker | 15 oktober 2014              | 1804          |
| 252 | The Magic Bush      | Trey Parker | Trey Parker | 29 oktober 2014              | 1805          |
| 253 | Freemium Isn't Free | Trey Parker | Trey Parker | 5 november 2014              | 1806          |
| 254 | Grounded Vindaloop  | Trey Parker | Trey Parker | 12 november 2014             | 1807          |
| 255 | Cock Magic          | Trey Parker | Trey Parker | 19 november 2014             | 1808          |
| 256 | #REHASH             | Trey Parker | Trey Parker | 3 december 2014              | 1809          |
| 257 | #HappyHolograms     | Trey Parker | Trey Parker | 10 december 2014             | 1810          |

### Seizoen 19: 2015
Dit seizoen is een verhaallijn.
| Nr. | Titel                      | Regisseur   | Schrijver   | Oorspronkelijke uitzenddatum | Productiecode |
| --- | -------------------------- | ----------- | ----------- | ---------------------------- | ------------- |
| 258 | Stunning and Brave         | Trey Parker | Trey Parker | 16 september 2015            | 1901          |
| 259 | Where My Country Gone?     | Trey Parker | Trey Parker | 23 september 2015            | 1902          |
| 260 | The City Part of Town      | Trey Parker | Trey Parker | 30 september 2015            | 1903          |
| 261 | You're Not Yelping         | Trey Parker | Trey Parker | 14 oktober 2015              | 1904          |
| 262 | Safe Space                 | Trey Parker | Trey Parker | 21 oktober 2015              | 1905          |
| 263 | Tweek x Craig              | Trey Parker | Trey Parker | 28 oktober 2015              | 1906          |
| 264 | Naughty Ninjas             | Trey Parker | Trey Parker | 11 november 2015             | 1907          |
| 265 | Sponsored Content          | Trey Parker | Trey Parker | 18 november 2015             | 1908          |
| 266 | Truth and Advertising      | Trey Parker | Trey Parker | 2 december 2015              | 1909          |
| 267 | PC Principal Final Justice | Trey Parker | Trey Parker | 9 december 2015              | 1910          |

### Seizoen 20: 2016
Dit seizoen is een verhaallijn.
| Nr. | Titel                                  | Regisseur   | Schrijver   | Oorspronkelijke uitzenddatum | Productiecode |
| --- | -------------------------------------- | ----------- | ----------- | ---------------------------- | ------------- |
| 268 | Member Berries                         | Trey Parker | Trey Parker | 14 september 2016            | 2001          |
| 269 | Skank Hunt                             | Trey Parker | Trey Parker | 21 september 2016            | 2002          |
| 270 | The Damned                             | Trey Parker | Trey Parker | 28 september 2016            | 2003          |
| 271 | Wieners Out                            | Trey Parker | Trey Parker | 12 oktober 2016              | 2004          |
| 272 | Douche and a Danish                    | Trey Parker | Trey Parker | 19 oktober 2016              | 2005          |
| 273 | Fort Collins                           | Trey Parker | Trey Parker | 26 oktober 2016              | 2006          |
| 274 | Oh, Jeez                               | Trey Parker | Trey Parker | 9 november 2016              | 2007          |
| 275 | Members Only                           | Trey Parker | Trey Parker | 16 november 2016             | 2008          |
| 276 | Not Funny                              | Trey Parker | Trey Parker | 30 november 2016             | 2009          |
| 277 | The End of Serialization as We Know It | Trey Parker | Trey Parker | 7 december 2016              | 2010          |

### Seizoen 21: 2017
| Nr. | Titel                          | Regisseur   | Schrijver   | Oorspronkelijke uitzenddatum | Productiecode |
| --- | ------------------------------ | ----------- | ----------- | ---------------------------- | ------------- |
| 278 | White People Renovating Houses | Trey Parker | Trey Parker | 13 september 2017            | 2101          |
| 279 | Put It Down                    | Trey Parker | Trey Parker | 20 september 2017            | 2102          |
| 280 | Holiday Special                | Trey Parker | Trey Parker | 27 september 2017            | 2103          |
| 281 | Franchise Prequel              | Trey Parker | Trey Parker | 11 oktober 2017              | 2104          |
| 282 | Hummels & Heroin               | Trey Parker | Trey Parker | 18 oktober 2017              | 2105          |
| 283 | Sons a Witches                 | Trey Parker | Trey Parker | 25 oktober 2017              | 2106          |
| 284 | Doubling Down                  | Trey Parker | Trey Parker | 8 november 2017              | 2107          |
| 285 | Moss Piglets                   | Trey Parker | Trey Parker | 15 november 2017             | 2108          |
| 286 | Super Hard PCness              | Trey Parker | Trey Parker | 29 november 2017             | 2109          |
| 287 | Splatty Tomato                 | Trey Parker | Trey Parker | 6 december 2017              | 2110          |

### Seizoen 22: 2018
Dit seizoen is een verhaallijn.
| Nr. | Titel                  | Regisseur   | Schrijver   | Oorspronkelijke uitzenddatum | Productiecode |
| --- | ---------------------- | ----------- | ----------- | ---------------------------- | ------------- |
| 288 | Dead Kids              | Trey Parker | Trey Parker | 26 september 2018            | 2201          |
| 289 | A Boy and a Priest     | Trey Parker | Trey Parker | 3 oktober 2018               | 2202          |
| 290 | The Problem with a Poo | Trey Parker | Trey Parker | 10 oktober 2018              | 2203          |
| 291 | Tegridy Farms          | Trey Parker | Trey Parker | 17 oktober 2018              | 2204          |
| 292 | The Scoots             | Trey Parker | Trey Parker | 31 oktober 2018              | 2205          |
| 293 | Time To Get Cereal     | Trey Parker | Trey Parker | 7 november 2018              | 2206          |
| 294 | Nobody Got Cereal?     | Trey Parker | Trey Parker | 14 november 2018             | 2207          |
| 295 | Buddah Box             | Trey Parker | Trey Parker | 28 november 2018             | 2208          |
| 296 | Unfulfilled            | Trey Parker | Trey Parker | 5 december 2018              | 2209          |
| 297 | Bike Parade            | Trey Parker | Trey Parker | 12 december 2018             | 2210          |

### Seizoen 23: 2019
De afleveringen hebben verschillende intro's en titelliedjes. De eerste zes aflevering worden uitgezonden met de titel 'Tegridy Farms'. Aflevering zeven heeft de naam 'PC Babies', aflevering acht is ook bekend als 'One For the Ladies', aflevering negen heeft de titel 'The Scott Malkinson Show'. Aflevering tien wordt met de originele naam en titellied uitgezonden.
| Nr. | Titel                           | Regisseur   | Schrijver   | Oorspronkelijke uitzenddatum        | Productiecode |
| --- | ------------------------------- | ----------- | ----------- | ----------------------------------- | ------------- |
| 298 | Mexican Joker                   | Trey Parker | Trey Parker | 25 september 2019 26 september 2019 | 2301          |
| 299 | Band in China                   | Trey Parker | Trey Parker | 2 oktober 2019 3 oktober 2019       | 2302          |
| 300 | Shots!!!                        | Trey Parker | Trey Parker | 9 oktober 2019 10 oktober 2019      | 2303          |
| 301 | Let Them Eat Goo                | Trey Parker | Trey Parker | 16 oktober 2019 17 oktober 2019     | 2304          |
| 302 | Tegridy Farms Halloween Special | Trey Parker | Trey Parker | 30 oktober 2019 31 oktober 2019     | 2305          |
| 303 | Season Finale                   | Trey Parker | Trey Parker | 6 november 2019 7 november 2019     | 2306          |
| 304 | Board Girls                     | Trey Parker | Trey Parker | 13 november 2019 14 november 2019   | 2307          |
| 305 | Turd Burglars                   | Trey Parker | Trey Parker | 27 november 2019 28 november 2019   | 2308          |
| 306 | Basic Cable                     | Trey Parker | Trey Parker | 4 december 2019 5 december 2019     | 2309          |
| 307 | Christmas Snow                  | Trey Parker | Trey Parker | 11 december 2019 12 december 2019   | 2310          |

### Seizoen 24: 2020-2021
Dit seizoen is een verhaallijn. Dit seizoen bestaat maar uit 4 afleveringen.
| Nr. | Titel                           | Regisseur   | Schrijver   | Oorspronkelijke uitzenddatum     | Productiecode |
| --- | ------------------------------- | ----------- | ----------- | -------------------------------- | ------------- |
| 308 | The Pandemic Special            | Trey Parker | Trey Parker | 30 september 2020 1 oktober 2020 | 2401          |
| 309 | South ParQ Vaccination Special  | Trey Parker | Trey Parker | 10 maart 2021 11 maart 2021      | 2402          |
| 310 | Post Covid                      | Trey Parker | Trey Parker | 25 november 2021 n.n.b           | 2403          |
| 311 | Post Covid: The Return of Covid | Trey Parker | Trey Parker | 16 december 2021 n.n.b           | 2404          |

### Seizoen 25: 2022
Dit seizoen bestaat maar uit 8 afleveringen.
| Nr. | Titel                                    | Regisseur   | Schrijver   | Oorspronkelijke uitzenddatum      | Productiecode |
| --- | ---------------------------------------- | ----------- | ----------- | --------------------------------- | ------------- |
| 312 | Pajama Day                               | Trey Parker | Trey Parker | 2 februari 2022 5 februari 2022   | 2501          |
| 313 | The Big Fix                              | Trey Parker | Trey Parker | 9 februari 2022 12 februari 2022  | 2502          |
| 314 | City People                              | Trey Parker | Trey Parker | 16 februari 2022 19 februari 2022 | 2503          |
| 315 | Back To The Cold War                     | Trey Parker | Trey Parker | 2 maart 2022 5 maart 2022         | 2504          |
| 316 | Help, My Teenager Hates Me!              | Trey Parker | Trey Parker | 9 maart 2022 12 maart 2022        | 2505          |
| 317 | Credigree Weed St. Patrick's Day Special | Trey Parker | Trey Parker | 16 maart 2022 19 maart 2022       | 2506          |
| 318 | The Streaming Wars                       | Trey Parker | Trey Parker | 1 juni 2022 n.n.b                 | 2507          |
| 319 | The Streaming Wars: Part 2               | Trey Parker | Trey Parker | 13 juli 2022 n.n.b                | 2508          |